# Sideroxylon cartilagineum
Sideroxylon cartilagineum là một loài thực vật thuộc họ Sapotaceae. Đây là loài đặc hữu của México.